# Daffy Duck superstar
Pour plus de détails, voir Fiche technique et Distribution.
Daffy Duck superstar (Show Biz Bugs) est un court métrage d'animation de la série américaine Looney Tunes réalisé par Friz Freleng et sorti le 2 novembre 1957. Il met en scène Bugs Bunny et Daffy Duck.

## Synopsis
Jaloux de la popularité de Bugs, Daffy décide de faire rater les prestations du lapin. Il essaie d'abord d'insérer une bombe dans le xylophone sur lequel Bugs doit jouer. Mais alors que le lapin exécute sa partition, il ne joue pas la note sous laquelle est posée la bombe. Daffy vient l'interrompre et joue la dite note, ce qui fait exploser le xylophone avec lui. Bugs a maintenant besoin d'un volontaire pour le tour qui consiste à scier une personne en deux. Daffy se porte ironiquement volontaire, mais Bugs réussit son tour. Énervé de l'éternelle popularité de Bugs, le canard, déguisé en diable, fait un dernier tour : il avale de l'essence, de la nitroglycérine, de la poudre à canon et de l'uranium 238. Il finit par avaler une allumette qui le fait exploser : le public est ébahi par ce tour. Bugs demande à Daffy, devenu un fantôme, de reproduire son tour. Mais Daffy lui répond qu'on ne peut le faire qu'une fois.